# In the Midst of the Jungle
In the Midst of the Jungle è un cortometraggio muto del 1913 diretto da Henry MacRae.

## Produzione
Il film fu prodotto dalla Selig Polyscope Company.

## Distribuzione
Distribuito dalla General Film Company, il film - un cortometraggio in tre bobine - uscì nelle sale cinematografiche statunitensi il 20 ottobre 1913.

### Conservazione
Copia della pellicola si trova conservata negli archivi della Library of Congress di Washington.